# Вайводс, Юлиян Изидорович
Юлиан Вайводс (латыш. Julijans Vaivods; 18 августа 1895, село Варково Двинского уезда Витебской губернии, Российская империя (ныне в Латвийской Республике) — 23 мая 1990, Рига, Латвия, СССР) — латвийский кардинал. Апостольский администратор Рижской архиепархии с 10 ноября 1964 по 23 мая 1990. Председатель Конференции католических епископов Латвии в 1970—1990. Кардинал-священник с титулом церкви Санти-Куаттро-Коронати со 2 февраля 1983.

## Ранние годы и священство
Окончил Семинарию в Санкт-Петербурге и теологический факультет Латвийского университета. 7 апреля 1918 года рукоположён в священники. В 1918—1944 годах служил в Лиепае в качестве епархиального канцлера курии и судьи курии.
В 1944—1958 годах — викарий в Лиепае. С 4 июля 1949 года — прелат Его Святейшества.

## Служение при советской власти
В 1958—1960 годах — осужден и приговорен к двум годам заключения, которые отбывал в мордовских лагерях. В 1960—1962 годы — пастырское служение. В 1962—1964 годы — викарий в Риге. По приглашению Папы римского принял участие в работе Второго Ватиканского собора 1964 года. 10 ноября 1964 года назначен апостольским администратором Риги и титулярным епископом Macriana Maior. 18 ноября 1964 года рукоположён в сан епископа. С 1970 года по 1990 год являлся председателем Конференции католических епископов Латвии.

## Кардинал
Со 2 февраля 1983 года произведён в кардиналы-священники с титулом церкви Санти-Куаттро-Коронати. Не вошёл в число кардиналов-выборщиков по возрасту, в момент пожалования кардинальского звания ему шёл 88 год.

## Награды
- Орден святого равноапостольного великого князя Владимира I степени (РПЦ)[3]
- Орден святого равноапостольного великого князя Владимира I степени (РПЦ)[3]
- Орден святого равноапостольного великого князя Владимира II степени (РПЦ)[3]

## Сотрудничество с КГБ
20 декабря 2018 года Национальный архив Латвии опубликовал часть ранее засекреченных документов КГБ Латвийской ССР. В числе агентов КГБ значится администратор католической церкви Латвии Вайвод Юлиян Изидорович, завербованный 28 июля 1948 года. Оперативный псевдоним служителя культа был «Омега». На момент публикации в документах архива не раскрывались обстоятельства вербовки и степень реального сотрудничества со спецслужбой.